# Juan Martin Elexpuru
Juan Martín Elexpuru Arregi (Vergara, Guipúzcoa, 15 de noviembre de 1950) es escritor y traductor de lengua vasca. Estudió filosofía y filología vasca, y de 1976 a 1996 fue profesor en el Centro de la UNED de Vergara. Es doctor en lengua vasca por la UPV con una tesis dirigida por Ibon Sarasola.
De 2001 a 2005 fue coordinador en Guipúzcoa del partido Aralar.

## Obras

### Narración
- Hamaika ipuin (2000, Elkar)
- Krabelina Beltza, eleberri erotikoa (1998, Txalaparta)
- Lasai, Juanantonio, lasai (1987, Kutxa)
- Txakur zaunkak atean (1989, Elkar)

### Literatura infantil y juvenil
- Laminen sekretua (2010, Elkar)
- Harpajolea (2006, Ibaizabal)
- Txepetxa eta sugea (2000, Elkar)
- Fraixko eta galtzagorriak (1997, Txalaparta)
- Marea biziak zozomikoetan (1991, Pamiela)
- Pitxirrio Zirkus (1988, Elkar)
- Fernando plaentziarra (1984, Elkar)

### Antologías
- Euskal lizunkeriaren antologia (1999, Txalaparta)

### Traducciones
- Florentziako Por el gobierno solasean; Francesco Guicciardini (Limes, 2019)
- Rita tenislari; Rita En el polo; Rita y el-ladrón de tumba; Rita Robinson, Ritak nobioa tiene. Mikel Valverde (2010, Mutuamente)
- No casar, el padre!. delicado Casadelrrey (2009, Mutuamente)
- El príncipe. Nikolas Makiavelo (2008, Limes)
- Tartufo+Zekena. Molière (2008, la Literatura Universal)
- Filosofía apaingelan; Donatien Alphonse F. Sade (2001, Txalaparta): Esté Montoriorekin a un
- Por los delitos y por las sanciones; Cesare Beccaria (1999, el Clásico)
- Para leer con la mano sola las cuentas; Pilar Cristobal (1999, Txalaparta)
- La bomba. J.M. Almarzegi, Fernando Lalana (1990, Bruño)
- Gelsomino gezurtien En el territorio. Rodari (1987, Mutuamente)
- Abereen etxaldea; George Orwell (1982, Mutuamente)

### Libros de viaje
- Kuba triste dago (1994, Elkar)
- Alpeen itzalpean (1993, Elkar)

### Ensayos
- ¿Qué está pasando con Iruña-Veleia? (2018, Pamiela)
- Urdirotz eta Antzin. Euskal Udalekuak. Historia eta Istorioak. (2018, Goitikoetxea Kultur Elkartea)
- Euskararen aztarnak Sardinian? (2017, Pamiela)
- Elorrixoko berbetia. Aintzane Agirrebeñarekin batera (2014, Elorrioko Udala)
- Lan eta lan, emakumea Bergaran. (2014, Bergarako Udala)
- Iruña-Veleiako euskarazko grafitoak (2009, Arabera)
- Bergara aldeko hiztegia (2004, Bergarako Udala)
- Bergarako euskara. (1988, UNED-Bergara)